# Pieter van Santen

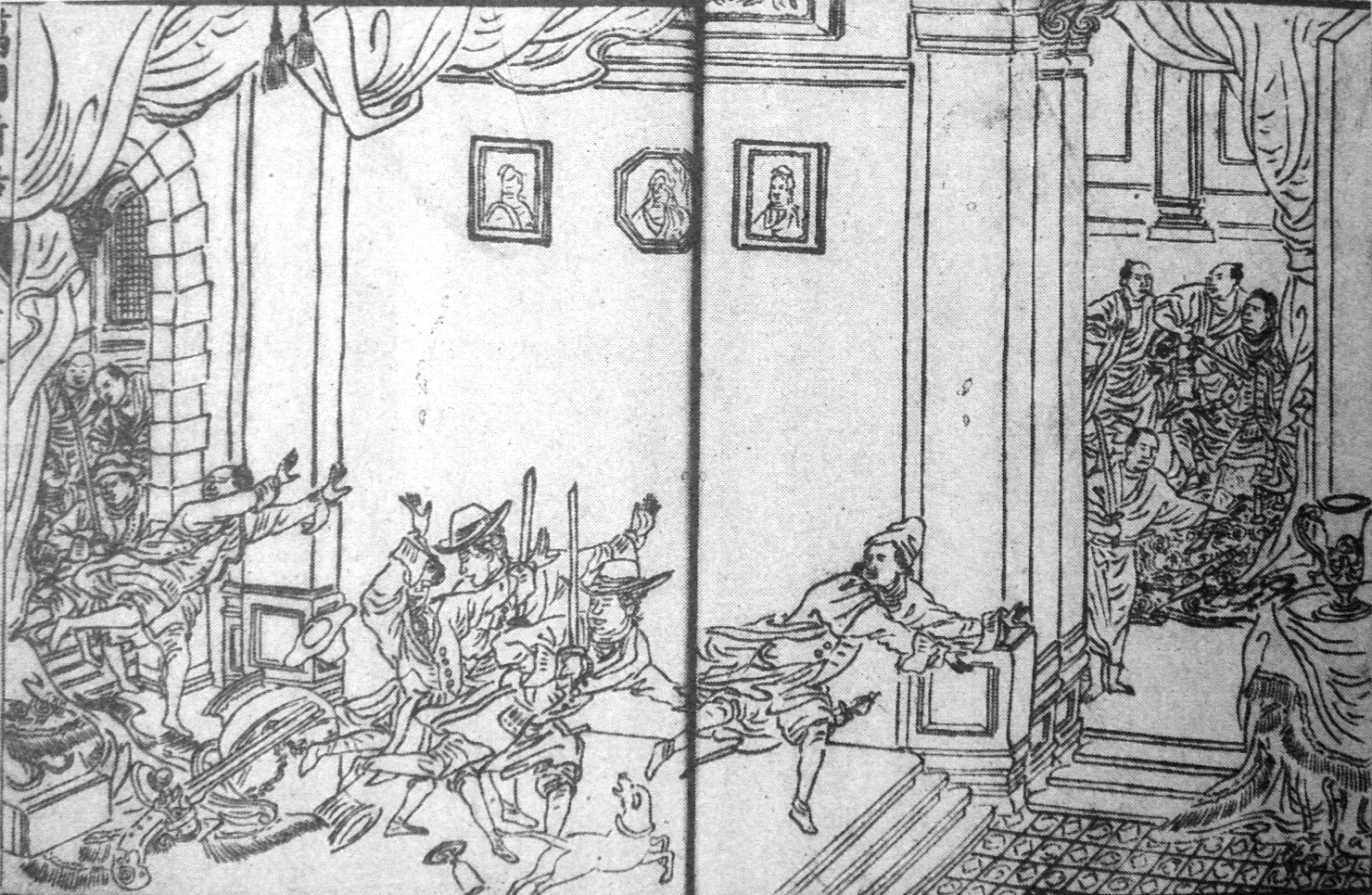
Pieter Nuyts capturés par les Japonais en 1628

Pieter van Santen est un marchand au service de la VOC à Hirado, île du Japon. En 1630, il accompagne l'opperhoofd François Caron, lors de son voyage à la cour à Edo. Après la mort de Cornelis van Nijenrode en 1633, il est nommé VOC Opperhoofden au Japon à titre temporaire. Pendant cette période, un seul navire arrive au Japon.
Marié à une fille métisse de Melchior van Santvoort (nl), van Santen est mêlé à l'affaire Pieter Nuyts. Il est également impliqué dans l'héritage de Cornelis van Nijenroode dont il reçoit une somme considérable pour l'éducation de Cornelia van Nijenrode (nl), l'un des deux enfants de Van Nijenrode.
Van Santen est remplacé par Nicolaes Couckebacker.